# Jugadora Mundial de la FIFA 2009

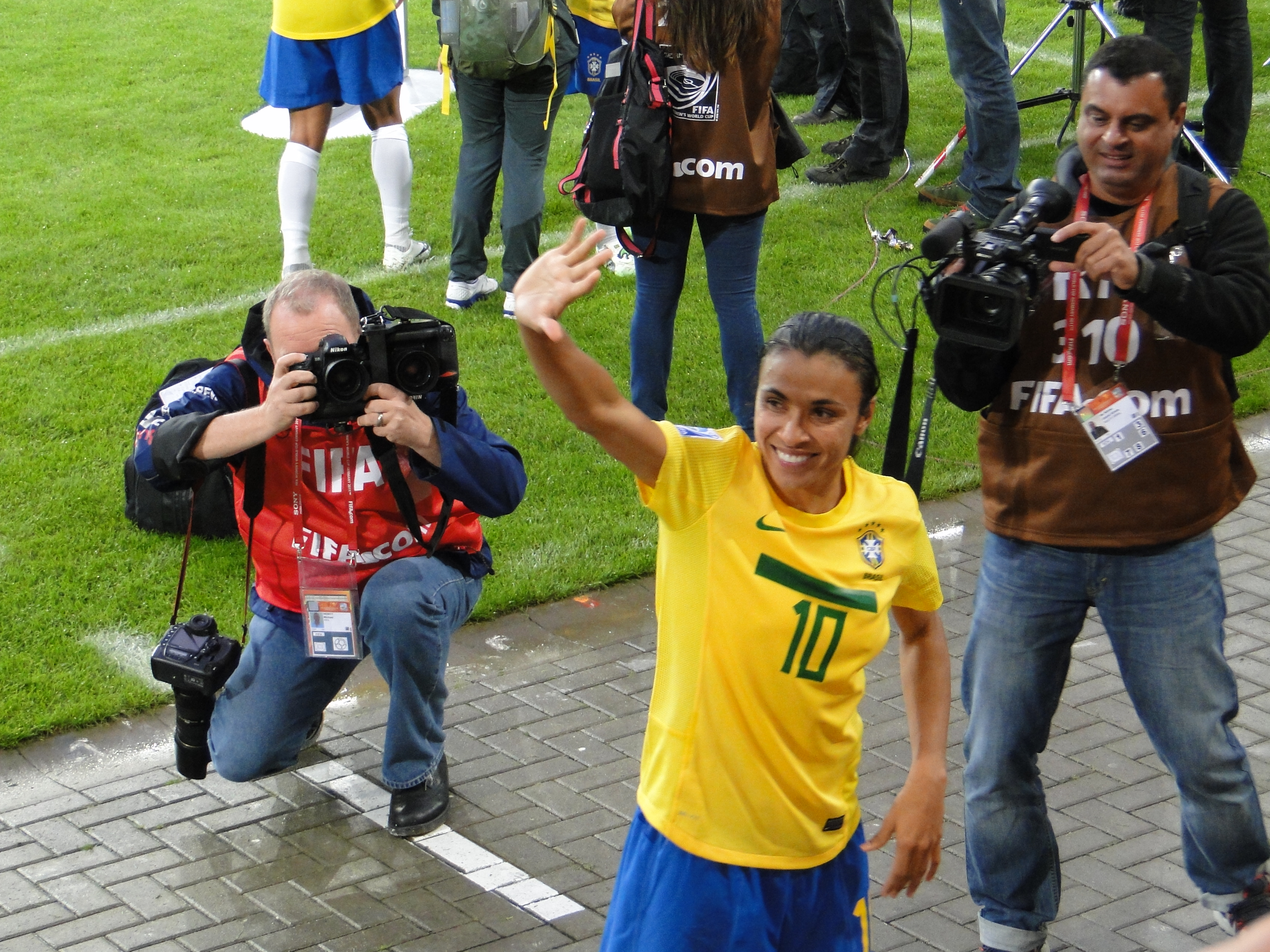
Marta Vieira da Silva, ganadora en 2009

La jugadora mundial de la FIFA 2009 fue un premio individual otorgado por la Federación Internacional de Fútbol Asociación para reconocer a la mejor futbolista del mundo.
Para esta edición la futbolista de origen brasileño Marta Vieira da Silva, fue reconocida como la mejor del mundo por sus notables contribuciones al fútbol durante 2009.
Marta empezó su carrera deportiva en el Club de Regatas Vasco da Gama en 2001. Posteriormente se fue a jugar al Umeå IK de Suecia donde ganó varios títulos domésticos (Liga, Copa y Supercopa), después volvió a Brasil para jugar en el Santos Futebol Clube en 2009, antes de recalar en los Estados Unidos. A nivel internacional ya había conseguido el campeonato de Copa América Femenina con la selección femenina de fútbol de Brasil, la Liga de Campeones Femenina de la UEFA con el Umeå IK y la Copa Libertadores de América Femenina con el Santos Futebol Clube.
Este fue el último premio entregado exclusivamente por la FIFA, debido a que al año siguiente se entregó el FIFA Balón de Oro 2010, premio que fue organizado por la FIFA y la revista francesa France Football.

## Votación
La votación del premio estuvo a cargo de 130 directores técnicos y capitanes de selecciones absolutas. Como requisito, cada uno eligió a tres candidatos quienes obtuvieron una puntuación de cinco, tres y un punto respectivamente.

## Resultados
La ganadora del noveno certamen fue la brasileña y jugadora de la selección absoluta Marta Vieira da Silva. Marta obtuvo el premio cuando militaba en el Santos Futebol Clube después de recibir la mayor puntuación en la clasificación final: 833 puntos. En una segunda posición terminó la alemana Birgit Prinz con 290 puntos, quien jugaba en el Eintracht Fráncfort de la Bundesliga Femenina. El podio fue completado por la inglesa Kelly Smith con 252 puntos, quien a comienzos de 2009 venía de dejar al Arsenal en la Women's Professional Soccer. Las candidatas restantes fueron la también brasileña Cristiane y la europea Inka Grings, con 239 y 219 puntos respectivamente.
Este fue el cuarto premio individual que recibió la brasileña por parte de la FIFA durante su carrera como futbolista profesional. Venía de ganar el premio consecutivamente en las ediciones de 2006, 2007, 2008.
| Posición | Nacionalidad | Futbolista   | Puntaje |
| -------- | ------------ | ------------ | ------- |
| 1        | Brasil       | Marta        | 833     |
| 2        | Alemania     | Birgit Prinz | 290     |
| 3        | Inglaterra   | Kelly Smith  | 252     |
| 4        | Brasil       | Cristiane    | 239     |
| 5        | Alemania     | Inka Grings  | 216     |